# Harrodsburg (Kentucky)
Harrodsburg település az Amerikai Egyesült Államok Kentucky államában, Mercer megyében, melynek megyeszékhelye is. Lakosainak száma 9064 fő (2020. április 1.).

## Népesség
A település népességének változása:

| 2010 | 8 340 |
| 2020 | 9 064 |